# Robertsonia glomerata
Robertsonia glomerata är en kräftdjursart som beskrevs av Fiers 1996. Robertsonia glomerata ingår i släktet Robertsonia och familjen Diosaccidae. Inga underarter finns listade i Catalogue of Life.